# Carex pseudofoetida
Espèce
Statut de conservation UICN

 LC  : Préoccupation mineure
Carex pseudofoetida est une espèce de plante de la famille des Cyperaceae.

## Liste des sous-espèces
Selon Catalogue of Life (5 juil. 2012) et World Checklist of Selected Plant Families (WCSP) (5 juil. 2012) :
- sous-espèce Carex pseudofoetida subsp. acrifolia (V.I.Krecz.) Kukkonen 1984 ;
- sous-espèce Carex pseudofoetida subsp. afghanica Kukkonen 1984 ;
- sous-espèce Carex pseudofoetida subsp. pseudofoetida Kük. 1907.